# 天岩戶
天岩戶（あまのいはと，天岩屋戸（あまのいはやと）），是關於日本神話中的一處地方。傳說素戔嗚尊前往眾神居住的高天原後，四處惹是生非，令他的姊姊天照大神憤怒之極，決定把自己關進天岩戶裡隱居，以示抗議，於是整個世界昏暗無光。眾神為了解決這問題，在天岩戶外舉辦酒宴、載歌載舞，並獻上八咫鏡及八尺琼勾玉，天鈿女命則露出胸部和陰部跳舞。天照大神對外面發生的喧嘩感到好奇，便悄悄將天岩戶開了一條縫偷看，天手力雄神便藉機將天照大神從洞裡半強迫式的請了出來，世界遂重新恢復光明。
有人说这故事来自卑弥呼死后的日蝕；為了讓太陽恢復光明，古代日本人會以熱鬧的歌舞儀式，來祈求太陽神天照大神重新露面。